# Piros bakator
A piros bakator a szőlőfélék (Vitaceae) családjába, a bortermő szőlőkhöz (Vitis vinifera) tartozó régi magyar szőlőfajta, amelyből mára már csak elenyésző terület maradt meg.
Ismertebb társnevei: bakator, bakar, pirosbakar, ménesi rózsás. Sok változata között a fehér (más néven ezerjó). a fekete, a kék, a zöld, a sárga, a rózsaszín, a gránátpiros és a tüdőszínű bakator is ismert.

## Eredete
Egyike a legkiválóbb magyar szőlőknek, mely az Érmellék fő fajtájának számított. Az érmelléki borvidék újkori felfedezése ismét előtérbe hozta a fajta utáni érdeklődést és keresletet.
Az olasz eredetre irányuló megtévesztő származását már 1832-ben cáfolják. Az érmellékiek eredetileg ott keletkezett szőlőfajtának tartják.

## Elterjedtsége
Nem beszélhetünk sok hektáros, összefüggő bakator területekről. Ismereteink szerint a Kárpát-medence alábbi vidékein foglalkoznak kiemelten termesztésével: Délvidéken, Hajdújáráson Maurer Oszkár, Badacsonyban Málik Zoltán, Hegymagason ifj. Bencze István, Somlóhegyen Andrási László, Kárpátalján, Kigyóson Sass Krisztián, Avasújvároson Bartos István és más helyi gazdák, valamint az érmelléki Bihardiószegen Heit Lóránd.

## Ampelográfiai leírása
Tőkéje erős növekedésű. Vesszői vastagok, hosszú ízközűek, barnásvörös színűek, csíkozottak. Rügyei közép nagyok, hegyesedők, elállók, kissé gyapjasak. Vitorlája nemezes, enyhén bronzos futtatású, sárga színű. Levele nagy, kerekded, ötkaréjos. Felső oldalöblei mélyek, kerekdedek, zártak. Vállöble legtöbbször zárt. Fogai tompák. Színe szürkészöld, felületén közepesen hólyagos. Fonáka nemezes. Szövete vastag és erős. Fiatal és kifejlett leveleinek karéjszélei lefelé és befelé hajlók. Erei és levélnyele pirosak, sűrűn serteszőrösek. Hajtása szembetűnően lilásan csíkozott. Virága funkcionálisan nővirág. Porzó társnövényei lehetnek a vállas erdei, vagy a fehér járdovány. Fürtje közép nagy, vállas, ágas, szabálytalan alakú, közepesen tömött vagy laza. Bogyói közép nagyok, gömbölyűek, vastag héjúak, hús piros színűek, pontozottak, lédúsak, igen kellemes ízűek.

## Termesztési értéke
Közepesen termő fajta. Jó minőséget csak kedvező feltételek között ad. Bora finom, illatos pecsenyebor. Csak október közepére érik be. Jó talajt, meleg, védett fekvést kíván. Hideg területen rendszeresen rúg. Nem rothad. Rövid metszéssel is terem, de rossz termékenyülésre számítva inkább hosszúra metszik. Adott évjáratban hajlamos az aszúsodásra.
Termékenyülését kevert (pl. Erdei fehérrel történő) telepítéssel segítették elő. A piros bakator a kisebb jelentőségű fajták közé tartozik. A telepítésre előírt fajták között ma már nem is szerepel.

## Bakator Szövetség
A Bakator Szövetséget 2017 május 26-án, az egyedi magyar szőlőfajták népszerűsítése érdekében hívták életre. A tagság 7 borász és 2 tiszteletbeli szakmai pártolóból született, így többek között Heit Lóránd (Bihardiószeg, Partium), Bartos István (Avasújváros, Partium), Maurer Oszkár (Hajdújárás, Délvidék), Málik Zoltán (Badacsony), ifj. Bencze István (Hegymagas), Andrási László (Somlóhegy) és Sass Krisztián (Kígyós, Kárpátalja) alapító tagok, mellett Kovács Pál (Debrecen, borszakíró, Borászok Barátja 2019), illetve Ambrus Lajos (Kemenesalja, magyar író, szerkesztő) is helyet kaptak eme hiánypótló, példaértékű szövetségben.

„Hisszük és tiszta szívvel valljuk, hogy a Jó Isten a Kárpát Hazát azért adta a magyaroknak örökségül, hogy e gyönyörű szülőföldön teremjen meg az a BOR, mely embert és Istent közelebb hozhat egymáshoz. Az egyik ilyen ősi fajta a BAKATOR, melyet eleink évszázadokon át gondoztak sokunk és a világ örömére. Ezért Mi, napjaink Kárpát-medencei BAKATOR művelői hitet teszünk a fajta felélesztésére, népszerűsítésére, valamint a borivó emberekhez való eljuttatására. ISTEN MINKET ÚGY SEGÉLJEN!”

– Hitvallásuk

„Mi, bakator szőlőművelők kifejezzük azon szándékunkat, miszerint közösen tevékenykedünk a BAKATOR és egyéb ősi magyar szőlőfajták felélesztésében és népszerűsítésében. Legjobb tudásunk és tapasztalataink szerint megadunk minden segítséget egymásnak és mindazoknak, akik ebben a kérdésben hozzánk fordulnak. A BAKATOR SZÖVETSÉG közérdekű, nonprofit alapokon nyugvó, vallási és politikai hovatartozás nélküli összefogás a magyar Szent Korona jegyében!”

– Szándéknyilatkozat